# Carausius
Carausius (Marcus Aurelius Valerius) est un usurpateur romain maître de la province de Bretagne entre 286 et 293.

## Biographie

### L'histoire
Carausius est né chez les Ménapiens, dans la Gaule belgique. Commandant romain de la Classis Britannica, il fut chargé par l'empereur Maximien Hercule de défendre les côtes de l'Atlantique contre les Saxons et les Francs. Mais prévoyant une disgrâce, il débarqua en Bretagne et s'y fit proclamer empereur par les légions (286). Il sut se maintenir six ans dans cette province ; au bout de ce temps, il fut assassiné par Allectus, alors à la tête du fiscus impérial, vers 293.

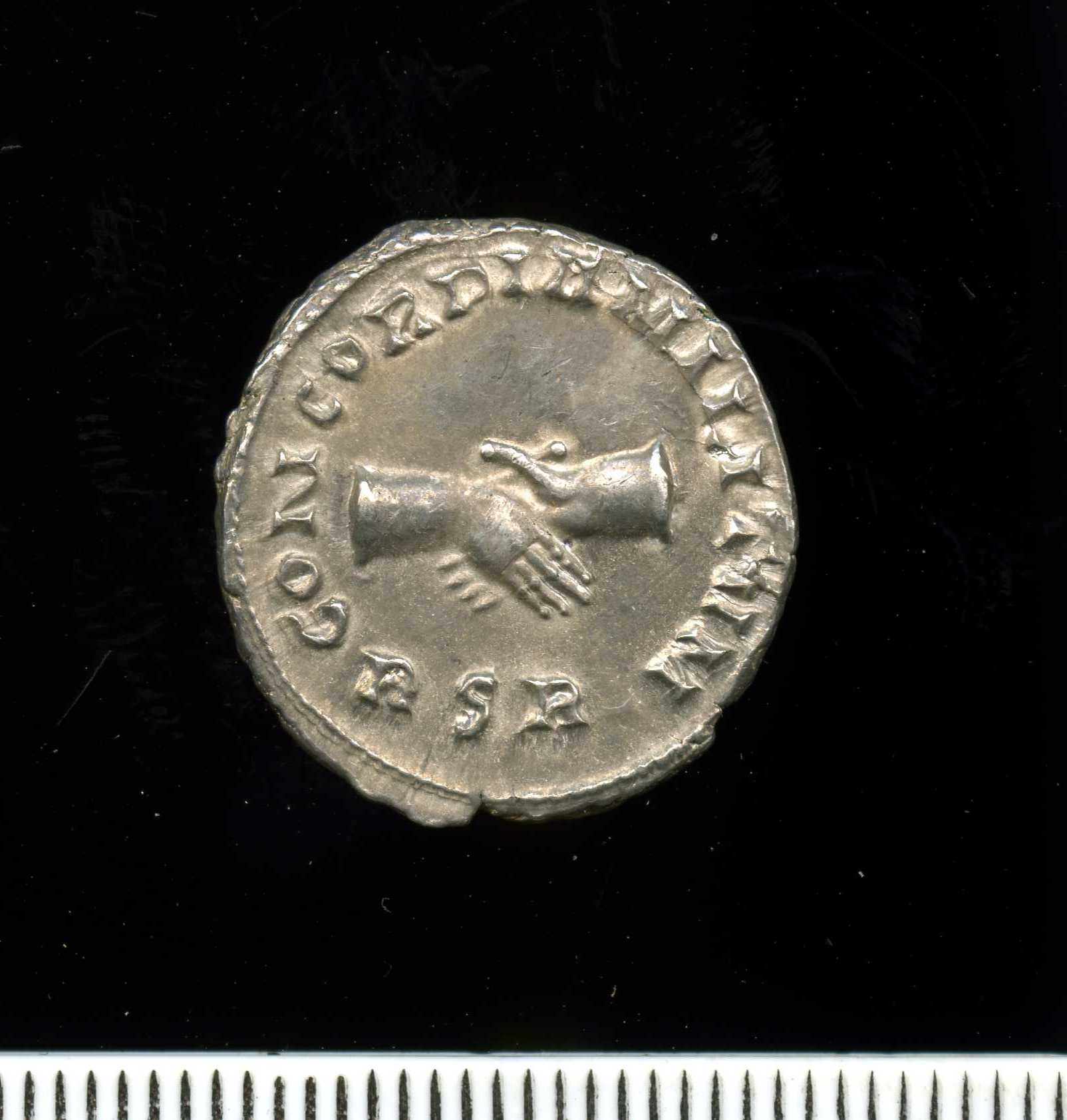
Denier d'argent de Carausius, revers au symbole de la Concorde et les lettres RSR (extrait de la 4e églogue de Virgile : Redeunt Saturnia Regna).

### La légende
Geoffroy de Monmouth évoque le personnage dans son Historia regum Britanniae. Selon lui Carausius est un jeune homme d'humble naissance qui vivait en Bretagne insulaire. Après avoir prouvé sa valeur dans les combats, il part pour Rome et demande au Sénat romain la permission  de protéger les côtes de la Bretagne des incursions des barbares avec une flotte. Il reçoit l'accord et revient en Bretagne insulaire avec ses navires. Il parcourt les côtes, sème le désordre, débarque dans les îles, dévaste les campagnes et détruit les cités. Gonflé d’orgueil, il demande aux Bretons de le proclamer roi. Il chasse ensuite les Romains et fait assassiner « Bassianus » (le choix de ce nom par l'auteur étant peut-être une réminiscence de la mort de Caracalla). Triomphant, Carausius installe les Pictes en Alba. À cette nouvelle, Rome envoie Allectus à la tête de trois légions pour tuer le tyran et rétablir son autorité.